# جزيرة غاغة
جزيرة غاغة، هي جزيرة في إمارة أبوظبي تبعد عن مركز الإمارة حوالي 306 كيلومتر، تبلغ مساحتها 5 كم،
ويربط الجزيرة بالبر الرئيسي جسر يربط جزيرة غاغة بمنطقة رأس غميس، يبلغ طول الممر المائي حوالي 2.6 كم، وفي جزيرة غاغة العديد من البحوث الماء التي يرتوي منها أهالي الجزيرة.

## الموقع
تقع غرب جزيرة أبوظبي إلى الجنوب قليلًا نحو 306 كم، وغرب جزيرة دلما إلى الجنوب قليلًا نحو 81 كم، وشمال غرب جبل غميس 6 كم، وشمال غرب جزيرة غميغيم نحو 4.3 كم، وشمال طوي السلع إلى الغرب
قليلًا نحو 48 كم، غرب جزيرة القفاي نحو 25 كم، وغرب جيل الظنة نحو 117 كم.

## المكتشفات الأثرية
تم اكتشاف بقايا أثرية في الجزيرة تعود إلى أكثر من 8500 عام، عن طريق خبراء الأثار في دائرة الثقافة والسياحة في أبوظبي، وهي عبارة عن غرف دائرية الشكل ذات جدران بارتفاع حوالي المتر مبنية من الحجر، بالإضافة إلى العديد من القطع الأثرية داخل هذه الغرف. وقد غيرت هذه الاكتشافات الاعتقاد السائد حول تاريخ المنطقة، حيث بينت أن مستوطنات العصر الحجري الحديث كانت موجودة قبل بدء الحركة التجارية في المنطقة.